# Fear Factory
Fear Factory este o formație americană de muzică metal fondată în 1990 în Los Angeles, California, de către Burton C. Bell (voce), Dino Cazares (chitară), Andrew Shives (chitară bas) și Raymond Herrera (baterie).

## Membrii trupei
Membri actuali
- Burton C. Bell – voce (1989–prezent)
- Dino Cazares – chitară electrică, backvocal (1989–2002, 2009–prezent)
- Matt DeVries – chitară bas (2012–prezent)
- Mike Heller – baterie (2012–prezent)[1]

Foști membri
- Dave Gibney – chitară bas, voce (1989–1991)
- Andy Romero – chitară bas (1991–1992)
- Andrew Shives – chitară bas (1992–1993)
- Raymond Herrera – baterie, percuție (1989–2008)
- Christian Olde Wolbers – chitară bas (1993–2002), chitară (2002–2008)
- Byron Stroud – chitară bas (2003–2012)
- Gene Hoglan – baterie (2009–2012)

## Discografie

### Albume de studio
- Soul of a New Machine (1992)
- Demanufacture (1995)
- Obsolete (1998)
- Digimortal (2001)
- Concrete (2002)
- Archetype (2004)
- Transgression (2005)
- Mechanize (2010)
- The Industrialist (2012)
- Genexus (2015)

### Compilații
- Hatefiles (2003)
- The Best of Fear Factory (2006)
- The Complete Roadrunner Collection 1992–2001 (2012)

### Album video
- Digital Connectivity (2001)

### EP
- Fear Is the Mindkiller (1993)
- Burn (1997)
- The Gabber Mixes (1997)
- Resurrection (1998)
- Live on the Sunset Strip (2005)

### Single-uri
| Titlu                                                                             | Anul | Cea mai bună poziție în top | Cea mai bună poziție în top | Cea mai bună poziție în top | Cea mai bună poziție în top | Album             |
| Titlu                                                                             | Anul | US Sales                    | US Alt.                     | US Main. Rock               | UK                          | Album             |
| --------------------------------------------------------------------------------- | ---- | --------------------------- | --------------------------- | --------------------------- | --------------------------- | ----------------- |
| "Dog Day Sunrise"                                                                 | 1996 | —                           | —                           | —                           | 99                          | Demanufacture     |
| "Burn"                                                                            | 1997 | —                           | —                           | —                           | 97                          | Remanufacture     |
| "Resurrection"                                                                    | 1998 | —                           | —                           | —                           | 98                          | Obsolete          |
| "Shock"                                                                           | 1998 | —                           | —                           | —                           | —                           | Obsolete          |
| "Cars"                                                                            | 1999 | —                           | 38                          | 16                          | 57                          | Obsolete          |
| "Descent"                                                                         | 1999 | —                           | —                           | 38                          | —                           | Obsolete          |
| "Linchpin"                                                                        | 2001 | —                           | —                           | 31                          | 85                          | Digimortal        |
| "Invisible Wounds (Dark Bodies)"                                                  | 2001 | —                           | —                           | —                           | —                           | Digimortal        |
| "Sangre de Niños"                                                                 | 2002 | —                           | —                           | —                           | —                           | Concrete          |
| "Bite the Hand That Bleeds"                                                       | 2004 | 47                          | —                           | —                           | —                           | Archetype         |
| "Supernova"                                                                       | 2005 | —                           | —                           | —                           | —                           | Transgression     |
| "Powershifter"                                                                    | 2009 | —                           | —                           | —                           | —                           | Mechanize         |
| "Fear Campaign"                                                                   | 2010 | —                           | —                           | —                           | —                           | Mechanize         |
| "Final Exit"                                                                      | 2010 | —                           | —                           | —                           | —                           | Mechanize         |
| "Recharger"                                                                       | 2012 | —                           | —                           | —                           | —                           | The Industrialist |
| "New Messiah"                                                                     | 2012 |                             |                             |                             |                             | The Industrialist |
| "The Industrialist"                                                               | 2012 |                             |                             |                             |                             | The Industrialist |
| "Soul Hacker"                                                                     | 2015 |                             |                             |                             |                             | Genexus           |
| "Protomech"                                                                       | 2015 |                             |                             |                             |                             | Genexus           |
| "Dielectric"                                                                      | 2015 |                             |                             |                             |                             | Genexus           |
| "—" denotes a recording that did not chart or was not released in that territory. |      |                             |                             |                             |                             |                   |

### Clipuri video
| Title                       | Year | Director(s)                  |
| --------------------------- | ---- | ---------------------------- |
| "Replica"                   | 1995 | Bill Ward                    |
| "Resurrection"              | 1999 | William Morrison             |
| "Cars"                      | 1999 | William Morrison             |
| "Linchpin"                  | 2002 | Thomas Mignone               |
| "Cyberwaste"                | 2004 | Dale Resteghini              |
| "Archetype"                 | 2004 | Cesario Montano              |
| "Bite the Hand That Bleeds" | 2004 | Eric Chase                   |
| "Transgression"             | 2006 | Michael Sarna                |
| "Moment of Impact"          | 2006 | Michael Sarna                |
| "Fear Campaign"             | 2010 | Ian McFarland and Mike Pecci |
| "Powershifter"              | 2010 | Myles Dyer                   |
| "The Industrialist"         | 2012 | James Zahn                   |
| "Dielectric"                | 2015 | Ramon Boutsiveth             |
| "Expiration Date"           | 2016 |                              |